# Rosignano Marittimo
Rosignano Marittimo är en stad och en kommun i Livorno i regionen Toscana i Italien. Rosignano Marittimo ligger 80 km sydväst om Florens och 20 km sydöst om Livorno. Kommunen hade 30 807 invånare (2018) och gränsar till kommunerna Castellina Marittima, Cecina, Collesalvetti, Livorno, Orciano Pisano och Santa Luce.